# St. Mary River
St. Mary River är ett vattendrag i Kanada.   Det ligger i provinsen British Columbia, i den södra delen av landet, 3 000 km väster om huvudstaden Ottawa.
I omgivningarna runt St. Mary River växer i huvudsak barrskog. Trakten runt St. Mary River är nära nog obefolkad, med mindre än två invånare per kvadratkilometer.